# Tesserodon hilleri
Tesserodon hilleri är en skalbaggsart som beskrevs av Ross Storey 1991. Tesserodon hilleri ingår i släktet Tesserodon och familjen bladhorningar. Inga underarter finns listade i Catalogue of Life.